# Richard Mollier

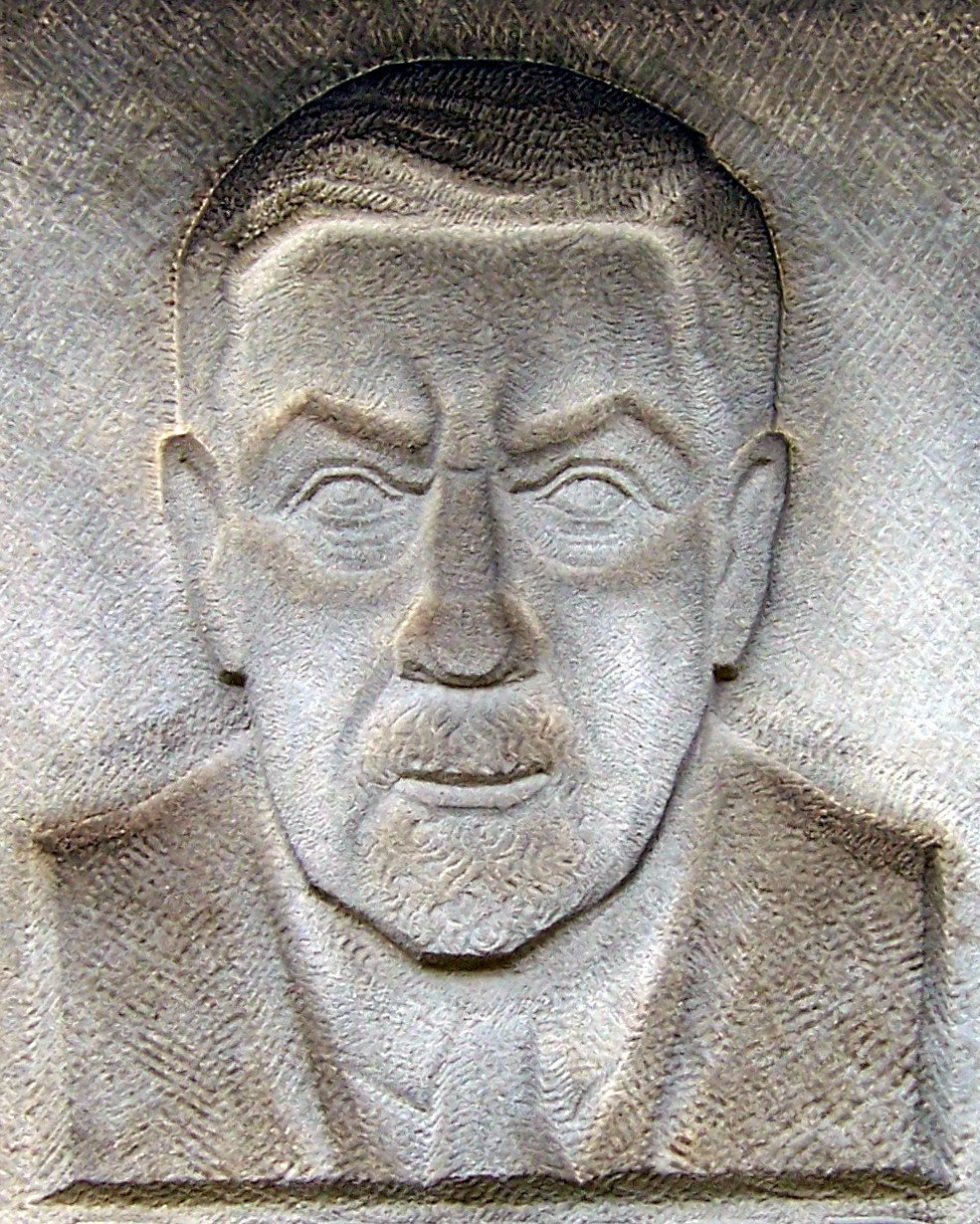
Richard Mollier.

Richard Mollier,  född den 30 november 1863 i Trieste, död den 13 mars 1935 i Dresden, var en tysk tekniker.
Mollier studerade i Graz och München, blev 1888 mariningenjör i sin födelsestad, 1893 privatdocent vid tekniska högskolan i München, 1897 professor i tillämpad fysik vid Göttingens universitet och 1898 Gustav Zeuners efterträdare som professor i teoretisk maskinlära i Dresden. Mollier bidrog genom undersökningar rörande energiomsättningen i värmemotorer till att belysa frågan om alstring av mekaniskt arbete genom uppoffring av värme. Mycket använda är Molliers tabeller och diagram över vattenångan.